# سیارک ۱۱۵۰۶
سیارک ۱۱۵۰۶ (به انگلیسی: 11506 Toulouse-Lautrec، نامگذاری:1990ES1) یازده هزار و پانصد و ششمین سیارک کشف شده‌است که در ۲ مارس ۱۹۹۰ کشف شد.
قدر مطلق سیارک برابر ۱۴٫۸۰ است.